# Syzygium lanceolatum
Syzygium lanceolatum är en myrtenväxtart som först beskrevs av Jean-Baptiste de Lamarck, och fick sitt nu gällande namn av Robert Wight och George Arnott Walker Arnott. Syzygium lanceolatum ingår i släktet Syzygium och familjen myrtenväxter. Inga underarter finns listade i Catalogue of Life.